# Willis' miervogel
Willis' miervogel (Cercomacroides laeta) is een zangvogel uit de familie Thamnophilidae (miervogels). De Nederlandse (en Engelse) naam verwijst naar de Amerikaanse ornitholoog Edwin O'Neill Willis (1935-2015) vanwege zijn verdiensten op het gebied van de studie naar miervogels.

## Verspreiding en leefgebied
Deze soort komt voor in het noorden van het Amazonegebied en het oosten van Brazilië en telt drie ondersoorten:
- C. l. waimiri: amazonisch noordelijk-centraal Brazilië en zuidelijk Guyana.
- C. l. laeta: amazonisch noordoostelijk Brazilië.
- C. l. sabinoi: oostelijk Brazilië.

## Status
De grootte van de populatie is niet gekwantificeerd maar de soort wordt omschreven als vrij algemeen. Op de Rode lijst van de IUCN heeft deze soort de status niet bedreigd.